# Henri Trouillard
Pour les articles homonymes, voir Trouillard.
Henri Trouillard, (20 juin 1892, Laval, 24 février 1972, Laval) est un peintre naïf français.

## Biographie
Son enfance se passa chez sa grand-mère qui habitait la rue Fournière. Celle-ci pour vivre vendait les beurres et fromages des moines de l'Abbaye du Port-du-Salut. À onze ans, il fut vacher dans une ferme de Villiers-Charlemagne, puis entra comme tourne-roue chez un cordier dans le quartier d'Avesnières à Laval. Il quitta cet emploi pour entrer en apprentissage de menuiserie, où il resta jusqu'à l'âge de 15 ans, lorsqu'il devient orphelin. Il pratiqua différents métiers et entreprit son tour de France. 
Lorsqu'il revint à Laval, il suivit des cours de dessin à l'École industrielle, place du Palais. Il effectua son service militaire et combattit lors de la guerre de 1914-1918. Il fut ensuite engagé volontaire en Afrique du Nord. Quelque temps après, il se maria avec une apprentie-couturière, et baptisa son premier enfant en l'église des Cordeliers de Laval. Il s'installa ébéniste-brocanteur, avec sa prime de démobilisation. Il ouvrit un magasin de meubles anciens et un atelier de mécanique. 
Il exécuta alors ses premières œuvres. Avec trois tubes de peinture, blanc de zinc, jaune de cobalt, bleu de Prusse, il peint les oasis tunisiennes, qui furent exposées en 1935 et 1947. Il fit le portrait de son fils et son chien Fleetz, exposé en 1947, suivi d'un grand tableau intitulé Autrefois, représentant la formation de la Terre et de son évolution. Après quelques malentendus, sa femme le quitta. Il se consacra alors uniquement à la peinture. Il peignit de vrai chefs-d'œuvre dont La Patinette, Marché de Femmes, les Charges de la Vie, Churchill en Dieu Mars.
Une impasse a été nommée en son nom à Laval (Mayenne), derrière le quartier d'Avenières (Mayenne).

## Art naïf
Le Musée du Vieux-Château de Laval lui rendit hommage en 1966-1967 avec une exposition rétrospective.

## Publication
- Ma Vie, avec 23 Reproductions. Temps Mêlés. Verviers. Belgique. 1960, introduction par Anatole Jakovsky, 53 p.